# Фирмец, Инге
Инге Фирмец (нем. Inge Viermetz; 7 марта 1908, Ашаффенбург, Германская империя — 23 апреля 1997, Фатерштеттен, Германия) — одна из ключевых участниц нацистской организации «Лебенсборн». Фирмец была оправдана на Нюрнбергском процессе по делу о расовых преступлениях по всем трём пунктам обвинения.

## Биография
Инге Фирмец родилась в 1908 году в Ашаффенбурге. Она училась в 1914—1918 годах в народной школе в Ашаффенбурге, затем в лицее, в 1923 году окончила торговую школу. До 1932 года работала стенографисткой. В том же году Фирмец вышла замуж и переехала в Австрию. Она вернулась в Германию в 1935 году и до 1938 года работала корреспондентом на текстильной фабрике в Аугсбурге, а затем секретарём на ипподроме в Мюнхене. Инге развелась в 1936 году и повторно вышла замуж в 1939 году. В 1937 году она вступила в Национал-социалистическую народную благотворительность и Национал-социалистическую женскую организацию.
Тогда же Фирмец устроилась на работу в мюнхенское отделение организации Лебенсборна под управлением Макса Зольмана. Сначала она работала стенографисткой, с сентября 1939 года курировала несколько различных департаментов организации. Фирмец отвечала за перевод 300 польских детей из Вартеланда в Германию с целью «германизации». С декабря 1942 года по лето 1943 года она была представителем Лебенсборна в Бельгии и на севере Франции.
В июле 1945 года Фирмец была арестована и заключена в тюрьму. В январе 1946 года она была освобождена. После этого она жила сначала в Винхеринге, а затем в Мюнхене с декабря того же года. В январе 1947 года она снова была заключена в тюрьму. Ей было предъявлено обвинение на Нюрнбергском процессе по делу о расовых преступлениях. На суде, который начался 1 июля 1947 года, она была единственной женщиной среди 14 обвиняемых. Фирмец обвинялась в похищении детей из-за рубежа. Она была оправдана 10 марта 1948 года на основании того, что была подчинённой служащей. В 1950 году мюнхенский суд официально признал её как прошедшую денацификацию.
Дальнейшая биография Фирмец неизвестна. Скончалась она в 1997 году в Фатерштеттене на 90-м году жизни.